# Alcidion ludicrum
Alcidion ludicrum es una especie de escarabajo longicornio del género Alcidion, tribu Acanthocinini, subfamilia Lamiinae. Fue descrita científicamente por Germar en 1823.
El período de vuelo de la especie se presenta durante los meses de enero, marzo, abril, mayo, noviembre y diciembre.

## Descripción
Mide 7-9 milímetros de longitud.

## Distribución
Se distribuye por Argentina, Brasil y Paraguay.